# Democratic Turnhalle Alliance
De Democratic Turnhalle Alliance (Afrikaans: Demokratiese Turnhalle Alliansie, Duits: Demokratische Turnhalleallianz, Nederlands: Democratische Turnhalle Alliantie) is een conservatieve partij in Namibië. In samenwerking met het United Democratic Front (UDF) vormt de DTA de parlementaire oppositie tegen de SWAPO-regering. President van de DTA is McHenry Venaani.

## Geschiedenis
De partijnaam verwijst naar de Turnhalle, een gymzaal in Windhoek waar van 1975 tot 1977 de Turnhalle Constitutionele Conferentie (TCC) plaatsvond. Tijdens de TCC werd vergaderd over de constitutionele toekomst van Namibië, toen nog een door Zuid-Afrika bestuurd mandaatgebied. Elf partijen die deelnamen aan de TCC vormden op 5 november 1977 de Democratic Turnhalle Alliance (DTA), een multiraciaal partijverband dat streefde naar opheffing van de apartheid in Namibië en naar onafhankelijkheid voor het land. De DTA streefde ook goede betrekkingen na met Zuid-Afrika en keerde zich tegen de internationaal erkende bevrijdingsbeweging SWAPO van Sam Nujoma. De DTA werd door de Zuid-Afrikaanse regering gezien als onderhandelingspartner. Binnen de DTA was de Republikeinse Party (een liberale afsplitsing van de Nasionale Party van Suidwes-Afrika) van Dirk Mudge de belangrijkste groepering. Mudge, een Afrikaner, was ook voorzitter van de DTA en Chief Clemens Kapuuo van de Ovaherero werd de eerste president van de DTA.
Op 27 maart 1978 werd Chief Kapuuo vermoord. De DTA beschuldigde SWAPO van de moord.
Bij de verkiezingen voor de Grondwetgevende Vergadering van 1978 werd de DTA met 82,2% van de stemmen de grootste partij en verwierf 41 zetels. Nadien werd een Raad van Ministers samengesteld met Dirk Mudge als voorzitter (dat wil zeggen premier). De regering schafte de apartheidswetten af en maakte zich sterk voor onafhankelijkheid en een multiraciaal Namibië. SWAPO keerde zich tegen de regering van Mudge en de regering werd ook niet erkend door de Verenigde Naties. In 1983 trad Mudge als premier af omdat de besprekingen over onafhankelijkheid met Zuid-Afrika te stroef verliepen. De DTA bleef niettemin de nieuwe Overgangsregering domineren, die tot 1989 aan de macht was.
In 1989 werden de principes van de Turnhalle Constitutionele Conferentie herzien. De SWAPO en andere tot dan toe verboden partijen werden gelegaliseerd. Bij de verkiezingen van 1989 werd SWAPO met ruim 57% van de stemmen (41 zetels) de grootste partij. De DTA werd de tweede partij met ruim 28,5% van de stemmen (21 zetels) de tweede partij van het land. Niettemin veroverde 14 van de 23 kiesdistricten. De DTA bleef tot 1999 de belangrijkste oppositiepartij. Bij de parlementsverkiezingen van 1999 werd het Congress of Democrats (CoD) de grootste oppositiepartij en eindigde de DTA als derde. In 2004 en 2009 bleef de CoD de tweede partij en de DTA de derde partij.
In 2013 werd McHenry Venaani de nieuwe partijvoorzitter. De oude voorzitter, Katuuire Kaura, kon zijn verlies niet verteren en een vete tussen de twee en hun supporters ontstond. Kaura verklaarde dat hij als parlementslid geen rekenschap meer zal afleggen aan de partijleiding en dit enkel dient te doen aan zijn kiezers. Op 3 februari 2014, toevallig de 73ste verjaardag van Kaura, werd op een buitengewone vergadering van het uitvoerend partijcomité besloten om het partij-lidmaatschap van Kaura in te trekken en zijn parlementsmandaat af te nemen. Het plan van de partij-leiding was dat Venaani Kaura's plaats in het parlement tot aan de verkiezingen van november 2014 zou innemen. Kaura startte echter een rechtszaak, waarna door de partijraad besloten werd om de parlementszetel leeg te laten. Een dag later, op 13 februari 2014, veranderde Venaani zijn beslissing en besloot om de parlementszetel toch aan Kaura te laten en zich niet tegen de rechtszaak te verzetten.

## Partijleiders
Na de onafhankelijkheid van Namibië in 1990 werd Mishake Muyongo, de voorzitter van de Caprivi African National Union (CANU), president van de DTA. Muyongo was in 1994 kandidaat voor het presidentschap maar werd door zittend president Sam Nujoma verslagen. In 1998 toonde Muyongo sympathie voor de afscheidingsbeweging in Caprivi en dit leidde in augustus 1998 tijdens een speciale zitting van het uitvoerende comité van de DTA tot zijn uitsluiting als partijlid. Muyongo en de gouverneur van Caprivi, John Mabuku vluchtten naar het buitenland. Zijn opvolger als partijpresident werd Katuuire Kaura die in 1999, 2004 en 2009 de presidentskandidaat van de partij was. In 2013 verloor Kaura de interne verkiezingen voor het partijvoorzitterschap van de veel jongere McHenry Venaani.

## Ideologie
De DTA is een conservatieve partij en aangesloten bij de International Democratic Union, een wereldwijd verbond van conservatieve partijen.

## Partijen
De DTA bestaat uit kleine partijen, meestal gericht op de belangen van een etnische groep. Partijen die deel uitmaken (of uitmaakten):
- Republikeinse Party (blank, tot 2003)
- National Unity Democratic Organization (Herero)
- Rehoboth DTA Party (Rehoboth Basters)
- South West African Labour Party (kleurlingen)
- South West African People's Democratic Unity Front (Damara)
- Namibia Democratic Turnhalle Party (Nama)
- National Democratic Party
- Caprivi Alliance Party
- Caprivi African National Union
- Kavango Alliance Party (Kavango)
- Tswana Alliance (Tswana)
- Christian Democratic Union (kleurlingen)

## Zetelverdeling 1989-2009
| Jaar | %      | zetels |
| ---- | ------ | ------ |
| 1990 | 28,59% | 21     |
| 1994 | 20,45% | 15     |
| 1999 | 9,40%  | 7      |
| 2004 | 5,10%  | 4      |
| 2009 | 2,92%  | 2      |

## Politieke mandaten

### Nationaal niveau

#### Wetgevende macht
| Philemon Moongo |
| Katuuire Kaura  |

| Tjeundo Kazeongere Zeriapi |

## Verwijzingen
1. ↑  https://web.archive.org/web/20121017122921/http://www.time.com/time/magazine/article/0,9171,951920-1,00.html
2. ↑  M. Haufiku, DTA expels Kaura, 3-2-2014, New Era
3. ↑  N. Kahiurika, Venaani, Kaura can’t attend NA, The Namibian, 12-02-2014
4. ↑  DTA sticks with Kaura for the mean time, Informanté, 13-02-2014
5. ↑  https://allafrica.com/stories/200807160687.html
6. ↑  S. Immanuel, Namibia: Venaani New DTA President, The Namibian, 7 september 2013